# 犬田布騒動
犬田布騒動（いんたぶそうどう）は1864年4月23日（文久4年3月18日）に徳之島の犬田布村で起きた百姓一揆。農民の立場から、犬田布義戦（いんたぶぎせん）とも呼ばれる。

## 概要
サトウキビを産する奄美群島は当時の薩摩藩の過酷な砂糖政策により搾取を受けており、砂糖総買入制によって島民による砂糖の売買が禁じられていた。
騒動の発端は農民の一人新山為盛が砂糖の横流しの疑いにより捕らえられ拷問を受けたこととされている。為盛救出のため犬田布の農民150人余は暴動を起こし、仮屋を包囲、役人を追い、森に7日間篭城した。
奉行所も村民全員を罪人にはできず、7人を島流しして無血解決した。この騒動は奄美群島全域に知れ渡り、その後の砂糖取締りは大いに緩和された。

## その後
後にこの騒動は島唄『徳之島節』の歌詞として歌われるようになった。1964年には犬田布岬にて百年祭が挙行され、犬田布騒動記念碑が建てられた。また、これを題材として戯曲『犬田布騒動紀』が伊集田実により作られた。